# Harpactea babori
Harpactea babori là một loài nhện trong họ Dysderidae.
Loài này thuộc chi Harpactea. Harpactea babori được miêu tả năm 1905 bởi Nosek.